# Marijan Pušnik
Marijan Pušnik (Slovenj Gradec, 1. studenoga 1960.), slovenski nogometni trener. Trenutačno vodi NK Rudar Velenje.

## Karijera

### Trenerska karijera
Trenersku je karijeru započeo 1994. godine. Na trenerskim početcima radio je u lokalnom Dravogradu i Klagenfurtu, austrijskom trećeligašu. Prvi ozbiljniji posao dobio je 2000. godine kada preuzima NK Celje. Nakon četiri godine u Celju odlazi u iranski Pasargad Teheran. Nakon Irana vraća se u Sloveniju, u NK Maribor. Poslije Maribora radi u Rudaru iz Velenja, iranskom Damashu, ponovno Celju te japanskom drugoligašu Asvipu.
Godine 2015. postaje trener ljubljanske Olimpije. Krajem iste godine dobiva otkaz iako je u tom trenutku Olimpija bila prvoplasirana momčad slovenskog prvenstva. Od lipnja 2016. trener je Hajduka iz Splita.1. prosinca 2016. Pušnik dobiva otkaz zbog poraza Hajduka od Splita u hrvatskom Kupu. U ožujku i travnju 2017. bio je trener Olimpije iz Ljubljane.
Dana 13. lipnja 2017. godine objavljeno je da je Marijan Pušnik postao trener velenjskog Rudara, s kojim je potpisao trogodišnji ugovor.

## Privatni život
U mladosti se osim nogometom bavio i košarkom, tenisom, šahom i skijanjem. Nakon teške prometne nesreće, koja je prekinula njegovu igračku karijeru, proveo je nekoliko dana u komi. Autor je knjige Z japonskimi pregovori do motivacije.

## Vanjske poveznice
- Profil na transfermarkt.de